# Simfonia nr. 8 (Schubert)
Simfonia Nr. 8 lui Franz Schubert în Si minor, D 759 (numerotată uneori ca fiind Simfonia Nr. 7, în concordanță cu catalogul revizuit a lui Deutsch și Neue Schubert-Ausgabe), cunoscută sub denumirea de Simfonia Neterminată (în germană: Unvollendete), este o compoziție muzicală pe care Schubert a început-o în anul 1822 dar pentru care a apucat să compună doar două părți— deși a trăit pentru încă șase ani. Un scherzo, aproape complet pentru partitura pianistică dar cu doar două pagini orchestrate, încă supraviețuiește. 
A fost teoretizat de câțiva muzicologi, incluzându-l pe Brian Newbould, că Schubert ar fi schițat un final care a devenit în schimb marele entr'acte în Si minor din muzica sa incidentală pentru Rosamunde, dar toate dovezile sunt circumstanțiale. Un posibil motiv pentru care Schubert a lăsat simfonia neterminată constă în predominarea aceluiași metru (metru triplu). Prima parte este în 3/4, a doua în 3/8 și a treia (un scherzo incomplet) din nou în 3/4. Trei părți consecutive în practic același metru se întâlnesc foarte rar în simfonii, sonate, sau lucrări de muzică de cameră ale celor mai importanți compozitori vienezi.
Simfonia a 8-a a lui Schubert este denumită câteodată a fi prima simfonie Romantică datorită accentului pus pe impulsul liric în structura dramatică a formei de sonată clasice. În plus, orchestrația sa nu este realizată doar pentru funcționalitate, dar pentru combinații specifice de timbru instrumental care sunt profetice pentru curentul Romantic târziu, cu o uimitoare spațiere verticală întâlnită spre exemplu la începutul dezvoltării.
Chiar și în zilele noastre, muzicologii încă sunt în polemici în ceea ce privește motivul pentru care Schubert nu a reușit să termine simfonia. Câțiva au speculat că și-a întrerupt procesul de creație în toamna anului 1822 pentru că asocia lucrarea cu prima  manifestare a sifilisului— sau că a fost distras de inspirația pentru compoziția sa pentru pian Wanderer Fantasy, care i-a ocupat timpul și energia. Ar fi putut fi o combinație a ambilor factori.

## Istorie timpurie
În 1823, Societatea Muzicală din Graz i-a acordat lui Schubert o diplomă de onoare. S-a simțit obligat să le dedice o simfonie în schimb și i-a trimis prietenului său, Anselm Hüttenbrenner, un membru de frunte al Societății, o partitură orchestrală pe care a scris-o în 1822, formată din cele două mișcări completate ale Neterminatei, plus cel puțin primele două pagini a începutului unui scherzo. Acest lucru este cunoscut. 
Ceea ce s-ar putea să nu se știe niciodată este cât de mult a scris Schubert din simfonie și cât i-a dat lui Hüttenbrenner din ceea ce a scris. Există următoarele: 
- Primele două mișcări, cu partitură completă
- Primele două pagini ale unui scherzo

Restul scherzo-ului (cu excepția celei de-a doua părți a trio-ului) există într-un manuscris separat (nu trimis lui Hüttenbrenner, dar găsit printre multele manuscrise ale lui Schubert după moartea sa, păstrate cu atenție de devotatul său profesor de școală, fratele Ferdinand), împreună cu o partitură completă a celei de-a doua părți și sfârșitul primei părți, dar lipsește cea de-a patra parte. O ultimă parte în tonalitatea de bază (si minor) ar fi fost norma pentru orice simfonie scrisă la acel moment, dar nu există dovezi directe că Schubert a început vreodată să lucreze la ea. Cu toate acestea, s-a crezut că cea mai extinsă entr'acte din Rosamunde (de asemenea realizată în si minor, în același stil al primei părți și cu aceeași instrumentație ca simfonia) a fost într-adevăr acea a patra parte, pe care Schubert a reciclat-o prin introducerea acesteia în muzica sa incidentală Rosamunde compusă la începutul anului 1823 imediat după fantezia Wanderer . 
Savantul Schubert Brian Newbould, care aparent a armonizat, orchestrat și completat schița de pian a scherzo-ului, a crezut că afirmația aceasta este adevărată; dar nu toți savanții sunt de acord. Se lasă impresia că au fost rupte pagini de la începutul scherzo-ului trimis lui Hüttenbrenner. Faptul că Hüttenbrenner nu a avut interpretarea lucrării, și nu a adus la cunoștința societății că avea manuscrisul, este un lucru intrigant și a cauzat existența unor teorii variate. 
Bătrânețea și apropierea morții se pare că l-au influențat pe Hüttenbrenner să dezvăluie lucrarea unui vizitator important în cele din urmă (în 1865, când avea 76 de ani și mai avea doar trei ani de trăit). Acesta a fost dirijorul Johann von Herbeck, care a susținut premiera celor două mișcări existente la 17 decembrie 1865 la Viena, adăugând ultima mișcare expresivă a Simfoniei a 3-a a lui Schubert, în Re major, care din perspectivă expresivă a fost destul de incompatibilă cu primele două părți ale Neterminatei, și nici măcar în tonalitatea corectă. Interpretarea a fost totuși primită cu mult entuziasm de către public. Partitura celor două mișcări nu a fost publicată înainte de 1867. 
Simfonia Neterminată a fost numită nr. 7 (recent, spre exemplu, în Ediția Nouă Schubert) în loc de nr. 8, de vreme ce cealaltă lucrare numită a 7-a (în Mi major, completată de Felix Weingartner ) a fost, de asemenea, lăsată incompletă, dar într-un mod diferit, cu fragmente din toate cele patru părți ale lui Schubert.

## Părțile finalizate
Cele două părți complete (notate pentru 2 flaute, 2 oboaie, 2 clarinete, 2 fagoturi, 2 corni, 2 trompete, 3 tromboane, timpanele și coarde), care constituie toată simfonia după cum se interpretează în repertoriul concertant, sunt: 

### I. Allegro moderato
Prima parte, în si minor, începe sub formă de sonată, ușor în secțiunea de coarde, urmată de o temă cântată de oboi solo și clarinet. O tranziție schubertiană tipic laconică constă din doar patru măsuri pentru cei doi corni, modulându-se efectiv la tonalitatea paralel subdominantă a lui Sol major (măsurile 38–41). 
Cel de-al doilea subiect începe cu o melodie lirică în acea tonalitate, expusă mai întâi la violoncel și apoi la viori (uneori cântat pe cuvintele lui Sigmund Spaeth „Acesta este ... sim-foniaaa ... pe care Schubert a scris-o dar nu a terminat-o) pe un acompaniamet ușor sincopat. Acest moment este intrerupt de alternanțe tutti sforzandi intercalate cu pauze și variante de dezvoltare ale melodiei în Sol major, care pune capăt expoziției. 
Un moment important în prima parte apare în măsura 109 (și se repetă în repriză în măsura 327). În aceste măsuri, Schubert ține o pedală tonală de si la al doilea fagot și primul corn sub acordul de dominantă F#, care evocă sfârșitul dezvoltării în Simfonia Eroica a lui Beethoven . Din păcate, un editor bine intenționat, dar fără experiență, a înlăturat această disonanță, modificând al doilea fagot și prima parte a cornului. Dirijorii trebuie să verifice cu atenție pentru a se asigura ca armonia să fie este intactă. 
În mod neobișnuit pentru forma sonatelor, secțiunea de dezvoltare începe cu o retratare liniștită a melodiei de deschidere la subdominantă (mi minor), o tonalitate rezervată de obicei pentru sfârșitul sonatei undeva în repriză sau coda, prelungind spre un climax în aceeași tonalitate, începând cu o variantă dramatică a melodiei de deschidere cântată de orchestra completă cu trombonul evidențiat. Principala relativă majoră anticipată (D) a minorului tonal apare mai întâi doar la sfârșitul acelui punct culminant, și apoi din nou pentru al doilea subiect al reprizei (în locul tonalității așteptate, Si major) - în loc să apară mult mai timpuriu, în a doua temă a expoziției, după tradiție. Flautele și oboii își reiau apoi rolul melodic la sfârșitul acelei izbucniri dramatice, trecând la repriză. 
Repriza constă în cea mai mare parte din retratarea tradițională a temelor, cu excepția faptului că Schubert restabilește cea de-a doua temă melodioasă în tonalitatea relativă, Re major, în locul celei obișnuite de Si major (paralelă cu tonalitatea si minor). Secțiunea dramatică de încheiere, însă, se termină în Si major și duce la o coda în tonalitatea si minor. Aceasta reamintește de tema de debut pentru încă o reeditare finală și dramatică, pentru a construi calea acordurilor de încheiere. 

### II. Andante con moto
A doua parte, în Mi major, alternează două teme contrastante în forma de sonatină ( forma de sonată fără dezvoltare, cu o codă dramatică, elegiacă, extinsă, care ar putea fi caracterizată ca fiind o secțiune finală de dezvoltare). Prima temă lirică este introdusă de corni, coardele joase, alamă și corde înalte, prin contrapunct . Cea de-a doua temă în tonalitate minoră, după patru note simple nearmonizate în tranziție, care conturează acordul tonic al relativei do# minor cântate de primele viori, începe la clarinetul solo în do# minor și se continuă apoi la oboi solo în Do# major, alcătuind un exemplu de juxtapuneri majore - minore, care sunt un semn distinctiv al limbajului armonic al lui Schubert. 
O temă dramatică de închidere în orchestra completă revine în tonalitatea do# minor, dar se termină în Reb major (echivalentul enarmonic al lui Do# major). O scurtă tranziție înspre tonalitatea Mi major introduce repriza- notabilă pentru modul în care reface a doua temă la subdominanta la minor (în loc de tonalitatea anticipată, mi minor) început de oboi și continuat de clarinet (rolurile lor fiind inversate). 
Coda începe cu o nouă temă care este pur și simplu o extensie a figurii cadențiale majore cu care debutează partea. Acest lucru determină motivul de tranziție laconic pentru prima vioară, care duce la o retratare a primei teme la instrumentele de suflat din lemn într-o tonalitate îndepărtată, Lab major, urmată de motivul care conduce din nou înspre tonalitatea Mi major pentru o transformare finală a primei teme. 

## A treia și a patra parte
Fragmentul scherzo conceput ca a treia mișcare revine la tonalitatea si minor, cu un trio în Sol major. Primele 30 de măsuri sunt păstrate într-un format al partiturii complet, dar restul scherzo-ului doar în format redus. Doar primul fragment al trio-ului există și asta ca o simplă linie melodică nearmonizată. Al doilea fragment este în totalitate absent. 
După trimiterea de către Hüttenbrenner a celor două părți finalizate din Neterminata către Herbeck, unii istorici și savanți ai muzicii au avut multe probleme în a „dovedi” statusul de lucrare finalizată chiar și sub forma trunchiată cu două părți și, într-adevăr, această structură prescurtată a captivat publicul ascultător putând a fi numită una dintre cele mai prețuite compoziții ale lui Schubert. Faptul că tradiția clasică a fost reticentă în a accepta că o simfonie s-ar putea încheia într-o tonalitate diferită de cea în care a început (cu prima parte în si minor și finalul, în mod implicit incomplet, în Mi major) și faptul și mai incontestabil că Schubert a avut a început o a treia mișcare în si minor (lăsând cu precizie 30 de bare de scherzo complet orchestrat și 112 bare succesive în format redus), contrazice faptul că cele două mișcări finalizate pot fi în mod legitim de sine stătătoare. 

## Recepție
Trecând în revistă premiera simfoniei din 1865, criticul muzical Eduard Hanslick a scris: 
„Când, după câteva măsuri introductorii, clarinetul și oboiul au o sonoritate omogenă, o melodie duioasă plasată deasupra murmurului coardelor, orice copil recunoaște compozitorul și o exclamație a cuvântului "Schubert" se aude în încăpere. Este ca și cum abia a intrat, dar îi cunoști pașii, modul lui de a deschide ușa... Întreaga parte este un flux de melodii emoționante, în ciuda virilității și a genialității atât de transparente încât se poate observa fiecare detaliu. Și pretutindeni aceași ardoare, același soare aurit care provoacă creștere! Partea Andante se extinde chiar și mai magestic [în comparație cu partea Allegro]. Sonorități de lamentare sau furie pătrund foarte rar în această piesă plină de intimitate și bucurie, nori de furtună muzicală care reflectă mai degrabă efecte sonore decât pasiune primejdioasă... Frumusețea ambelor părți este fermecătoare. Cu ajutorul câtorva pasaje de la corni, un ocazional clarinet sau oboi solo, pe cele mai simple, naturale, baze ale orchestrației, Schubert dobândește sonorități pe care niciun rafinament al instrumentației lui Richard Wagner nu le atinge. (traducerea originală a fost realizată din limba germană)”
 El a încheiat subliniind faptul că simfonia se numără printre cele mai frumoase opere instrumentale ale lui Schubert.  

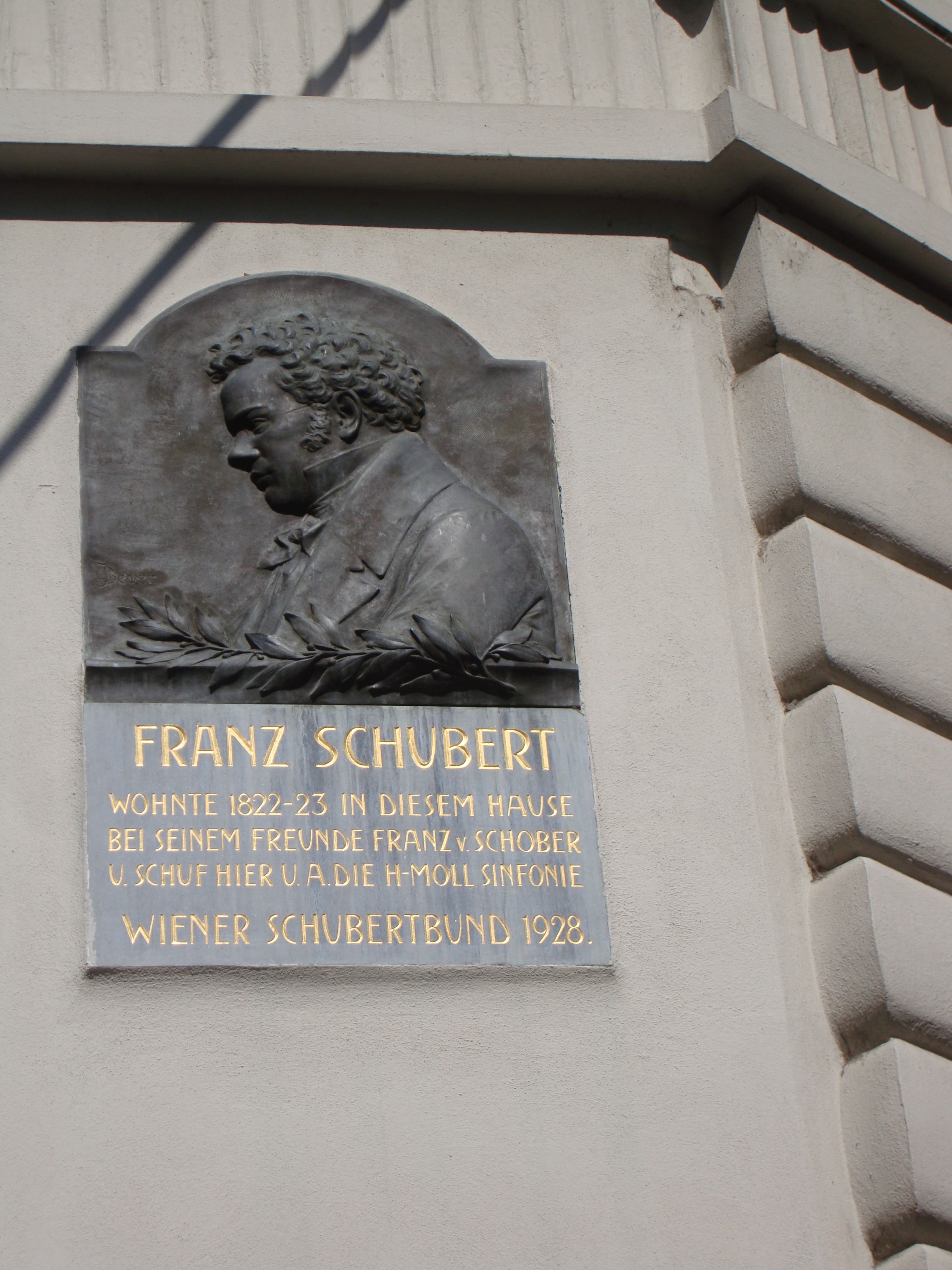
Memorialul Franz Schubert din Viena. Schubert a locuit aici în 1822–23 alături de prietenul său Franz von Schober și a scris Simfonia Neterminata.

## Completări moderne
În 1927-28, Felix Weingartner—mai bine cunoscut ca un dirijor clasice și primul pentru a înregistra toate cele nouă simfonii de Beethoven și cel de-al doilea, după Stokowski, pentru a înregistra toate patru Brahms—a compus Simfonia a Șasea, La Tragica (în memoria de 19 noiembrie 1828, ziua Schubert a murit), ca un tribut adus la Schubert la centenarul morții sale. A doua mișcare de Weingartner simfonia este o realizare a lui Schubert incomplete schiță de scherzo (șaptezeci de ani înainte de Newbould independent de efort).
În anul 1928, cu ocazia aniversării centenarului morții lui Schubert, Casa de discuri Columbia a susținut o competiție interațională pentru cea mai bună completare a Neterminatei. Aproximativ 100 de înscrieri au fost depuse, dar de asemenea un număr mult mai mare de lucrări originale. Pianistul Frank Merrick a câștigat Zona Engleză a competiției; scherzo-ul său și finalul au fost ulterior interpretate și înregistrate dar au încetat de mult a mai fi printate. 
Doar unele completări - a lui Merrick nu este una dintre ele - au folosit material din schița scherzo a lui Schubert. Prima parte a celei de-a patra simfonii a lui Joseph Holbrooke, una dintre înregistrările britanice, este în cea mai mare parte o versiune interpretată a schiței (al doilea fragment al trio-ului, care lipsea în întregime din schiță, trebuia completată) și o temă din scherzo apare în finalul său. Completări independente ale mișcării scherzo au fost făcute și de Geoffrey Bush în 1944 și dirijorul Denis Vaughan aprox. 1960. 
Mai recent, muzicologii britanici Gerald Abraham și Brian Newbould au oferit, de asemenea, completări ale simfoniei (scherzo și final), folosind schița scherzo a lui Schubert și entr'acte în si minor din muzica sa incidentală la piesa Rosamunde  pe care Schubert a scris-o câteva luni mai târziu, suspectată de unii muzicologi ca fiind inițial destinată finalului simfoniei Neterminata. (De fapt, s-a cântat ca parte finală la premiera britanică a simfoniei din 6 aprilie 1867.) Prima sa parte, schița scherzo și entr’acte sunt amândouă în si minor, instrumentația lor este aceeași, iar entr’acte (ca și prima mișcare) este în formă de sonată (la fel ca toate finalele simfonice ale lui Schubert) și într-un stil și o dispoziție foarte asemănătoare. Dacă entr'acte a fost concepută într-adevăr ca finală a acestei simfonii, atunci Schubert a reciclat-o (probabil la acea etapă în care nu era orchestrată) de la simfonie la muzica incidentală, probabil realizându-i orchestrația pentru piesă și făcând unele schimbări compoziționale. 
Pianistul britanic și specialist în muzica lui Schubert, Anthony Goldstone, a pregătit o nouă ediție în 4 părți a Simfoniei pentru duet de pian, folosind transcrierea primelor două părți aranjate de Huttenbrenner, completarea proprie a Scherzo-ului lui Schubert și entr'acte Rosamunde într-o transcriere de Friedrich Hermann, editat de Goldstone. Lucrarea din această versiune completată a fost înregistrată în premieră în 2015 de Goldstone și soția sa / partenera sa de duet, Caroline Clemmow, ca parte a seriei lor „Schubert: Duete pentru Pian neautorizate” pentru Divine Art Records. 
Compozitorul rus Anton Safronov a completat schița scherzo și a creat o nouă finală pentru simfonie (unele teme ale acesteia din urmă au fost bazate pe teme din mai multe lucrări de pian ale lui Schubert), pe care le-a descris drept „o încercare de a trece în mintea compozitorului”.   [ Acest citat are nevoie de o citare ] Finalizarea sa a fost realizată la Gala Festivalului Roial din Londra, pe 6 noiembrie 2007, cu Orchestra of the Age of Ilumination, și pe 2 octombrie 2007 cu Orchestra Națională Rusă (urmată de turneul american la începutul anului 2008) ambele spectacole susținute de Vladimir Jurowski . Datorită folosirii sale neobișnuite de material din compozițiile lui Schubert pentru claviatură, completarea lui Safronov a fost supusă unor critici, abundent variate.)  
Robin Holloway, profesor de compoziție al Universității Cambridge, a realizat un Scherzo bazat pe schițele, dar fără a avea legătură cu acestea; de exemplu, cu două trio-uri, primul din schița lui Schubert și al doilea fiind în întregime propria compoziție. Premiera a fost susținută de Societatea Muzicală a Universității Cambridge pe 18 iunie 2011.     
În ianuarie 2019, compania de electronice chineze Huawei a folosit inteligența artificială cu smartphone-ul Mate 20 Pro pentru a crea melodii ipotetice pentru a treia și a patra parte, folosind dual-ul NPU al lui Kirin 980 . Compozitorul câștigător al  Premiului Emmy, Lucas Cantor, a aranjat apoi o partitură orchestrală. Compoziția a fost interpretată în direct la Sala Cadogan din Londra, la 4 februarie 2019. Cu toate acestea, mulți consideră că rezultatul este dezamăgitor și departe de stilul Schubert. Goetz Richter scrie de exemplu: „Mișcările finalizate sunt banale și realizează în cele din urmă o asemănare liberă și lipsită de autenticitate a familiei cu Schubert".

## Alte surse bibilografice
- Corey Field, editor. Ghidul muzicianului pentru muzică simfonică: eseuri din scorurile Eulenburg . Schott Music